# Maurycy Silberstein
Maurycy Silberstein (ur. 1857 we Lwowie, zm. 3 września 1912 tamże) – polski architekt.

## Życiorys
Pochodził z rodziny zasymilowanych Żydów, w latach 1877-1884 studiował w Akademii Inżynierskiej. Po ukończeniu nauki odbył dwuletnią praktykę w pracowniach architektonicznych, a następnie uzyskał uprawnienia architekta. Początkowo projektował w stylu historyzmu, część projektów tworzył razem ze starszym bratem Jakubem. Po 1900 tworzył w stylu art noveau, cechą charakterystyczną dla jego projektów było stosowanie falistych dachów, attyk oraz ozdób o charakterystycznych motywach roślinnych, kwiatów i kobiecych głów. Od 1907 był członkiem Polskiego Towarzystwa Politechnicznego we Lwowie.

## Dorobek architektoniczny
- Kamienice przy ulicy Klonowycza 3, 6, 8 (Sebastiana Klonowica), współautor Jakub Kroch /1895/;
- Kamienice czynszowe przy ulicy Huculskiej 3-5-7-9-11 (Unii Lubelskiej) w stylu neorenesansowym, współautor Jakub Kroch /1892-1896/;
- Kamienice czynszowe przy ulicy Mykoły Łysenki 4-10 (Kurkowa), współautor Andrzej Gołąb /1891-1895/;
- Kamienice czynszowe przy ulicy Mykoły Łysenki 7-11a (Kurkowa), współautor Alfred Kamienobrodzki /1891-1895/;
- Budynek towarzystwa "Yad Harushim" z salą teatralną przy ulicy Szolom-Alejchema 11 (Bernsteina) /1896/;
- Kamienica przy Prospekcie Swobody 29 (Wały Hetmańskie) przy Łesia Kurbasa 8 (Tadeusza Rejtana), współautor Jakub Kroch, rzeźby na elewacji dłuta Piotra Harasimowicza /1902/;
- Kamienice przy ulicy Mykoły Ustyjanowycza 8, 8a, 8b (Kornela Ujejskiego) /1907/;
- Kamienice przy ulicy Ołeksy Nowakowskiego 12,14 (Floriana Ziemiałkowskiego) /1909/;
- Kamienica przy ulicy Ałły Górskiej 9 (Stanisława Kubasiewicza) przy Jurija Fedkowycza 24 (Wojciecha Kętrzyńskiego) /1909/;
- Kamienica przy ulicy Jurija Fedkowycza 26 (Wojciecha Kętrzyńskiego) /1909/.